# 1730 en musique classique
| \| • Retour à la chronologie générale de la musique classique • \| |
| Grèce • Rome • Haut Moyen Âge • VIIIe siècle • IXe siècle • Xe siècle • XIe siècle XIIe siècle • XIIIe siècle • XIVe siècle • XVe siècle • XVIe siècle • XVIIe siècle XVIIIe siècle • XIXe siècle • XXe siècle • XXIe siècle |
| • Retour à la chronologie générale de la musique classique • |

| Années en musique classique : 1727 - 1728 - 1729 - 1730 - 1731 - 1732 - 1733    |
| Décennies en musique classique : 1700 - 1710 - 1720 - 1730 - 1740 - 1750 - 1760 |

## Événements
- André Campra devient directeur de l’Opéra de Paris.

### Créations
- 2 janvier : Alessandro nell'Indie, opéra de Léonard de Vinci, à Rome.
- 4 février : Artaserse, opéra de Léonard de Vinci, à Rome.
- 24 février : Partenope, opéra de Haendel, créé au King's Theatre à Londres.
- 4 avril : La passione di Gesù Cristo, oratorio de Antonio Caldara, à Vienne.
- 19 octobre : Pyrrhus, tragédie lyrique de Joseph Nicolas Pancrace Royer, créé à l'Académie royale de musique.
- Diverses pièces de viole, de Joseph Bodin de Boismortier.
- Sonates pour deux violons et basse, de Jean-Marie Leclair.
- Quatrième livre de pièces de clavecin, de François Couperin.
- Cantates de Johann Sebastian Bach : Gott, man lobet dich in der Stille (BWV 120b), Nun danket alle Gott (BWV 192), Gott, gib dein Gerichte dem Könige (BWV Anh3).
- Vers 1730 : Jauchzet Gott in allen Landen de Johann Sebastian Bach.

## Naissances

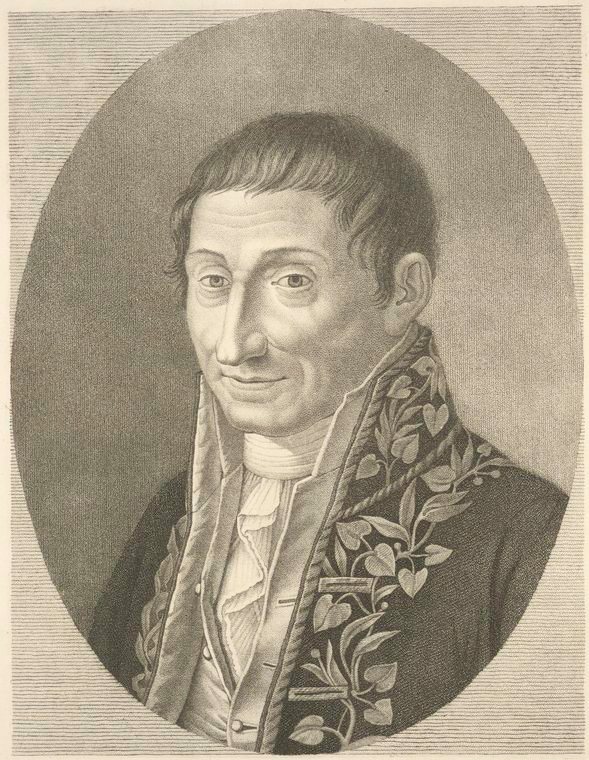
Fedele Fenaroli

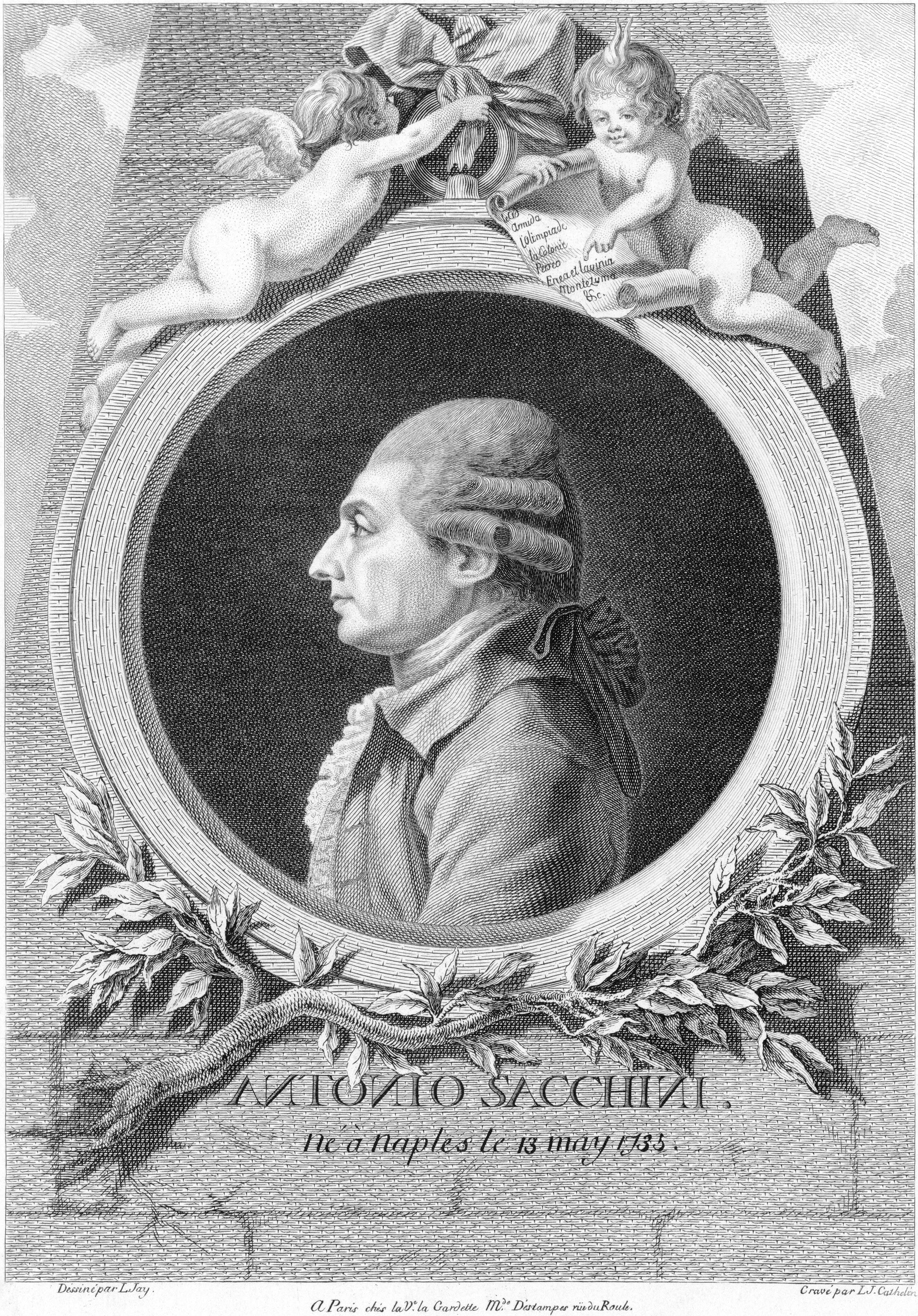
Antonio Sacchini

- 25 avril : Fedele Fenaroli, compositeur italien († 1er janvier 1818).
- 14 juin : Antonio Sacchini, compositeur italien († 6 octobre 1786).
- 12 novembre : Caterina Gabrielli, cantatrice italienne († 16 février 1796).

Date indéterminée :
- Josep Duran, compositeur espagnol († 24 janvier 1802).
- Tommaso Giordani, compositeur italien († 1806).

Vers 1730 :
- François-Étienne Blanchet II, facteur de clavecin français († 1766).
- Domenico Gallo, violoniste et compositeur italien († vers 1775).

## Décès

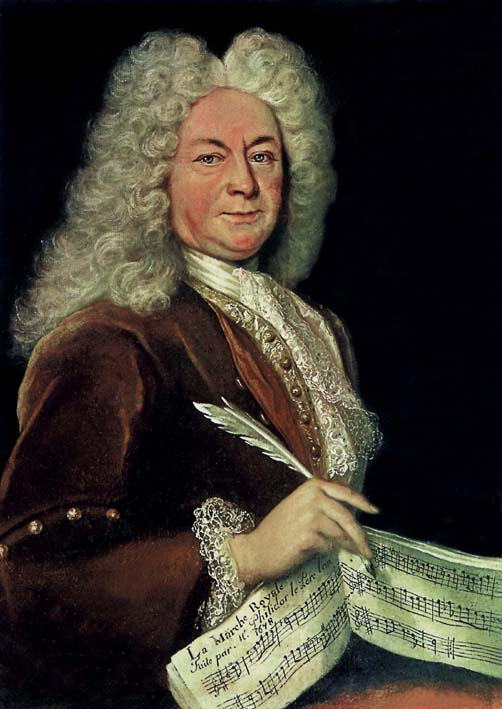
André Danican Philidor

- 10 avril : Sébastien de Brossard, compositeur français (° 12 septembre 1655).
- 17 mars : Antonín Reichenauer, compositeur bohémien (baptisé le 26 mars 1696).
- 27 mai : Leonardo Vinci, compositeur italien (° 1690).
- 19 juillet : Jean-Baptiste Lœillet de Londres, compositeur (° 18 novembre 1680).
- 11 août : André Danican Philidor, compositeur et musicien français (° 1652).
- 15 octobre : Jean-Baptiste Senaillé, violoniste et compositeur français (° 23 novembre 1687).

Date indéterminée
- Gottfried Finger, compositeur morave.
- François Pétouille, compositeur et maître de chapelle français (° 1681).
- Henrico Albicastro, compositeur allemand (° vers 1660)
- André Danican Philidor, compositeur français (° vers 1647).
- Carlo Tononi, luthier italien (° 1675).